# Edmond Nicolas Laguerre

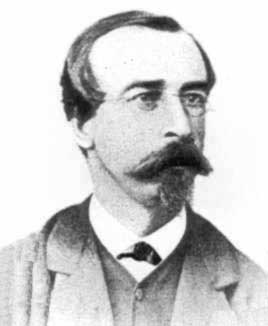
Edmond Laguerre

Edmond Nicolas Laguerre (ur. 9 kwietnia 1834 w Bar-le-Duc, zm. 14 sierpnia 1886 tamże) – francuski matematyk, członek Akademii Francuskiej. Jego prace dotyczyły analizy, algebry i geometrii.